# Eriopyga secedens
Eriopyga secedens là một loài bướm đêm trong họ Noctuidae.